# Prorella discoidalis
Prorella discoidalis är en fjärilsart som beskrevs av Grossbeck 1908. Prorella discoidalis ingår i släktet Prorella och familjen mätare. Inga underarter finns listade i Catalogue of Life.